# Antoinette Sassou Nguesso
Antoinette Sassou Nguesso z d. Loemba Tchibota (ur. 7 maja 1945 w Brazzaville) – żona prezydenta Republiki Konga Denisa Sassou-Nguesso i pierwsza dama od 5 lutego 1979 do 31 sierpnia 1992 i ponownie od 31 sierpnia 1997. 

## Życiorys
Antoinette Loemba Tchibota urodziła się 7 maja 1945 w Brazzaville. Jej ojcem był Pascal Loemby Tchibota, a matką Marie-Louise Djembo.
Po zakończeniu edukacji w szkole podstawowej w Pointe-Noire i Brazzaville wstąpiła do żeńskiego college'u w Mouyondzi. Po jego ukończeniu została honorowym przewodniczącym stowarzyszenia absolwentów i rozpoczęła pracę jako nauczycielka.
Jest przewodniczącą organizacji pozarządowej „Fondation Congo-Assistance” od momentu jej utworzenia w dniu 7 maja 1984. Celem tej organizacji jest promowanie działań społecznych w dziedzinie zdrowia, rozwoju, kształcenia i szkolenia zawodowego, szczególnie u małych dzieci, kobiet i osób starszych.
23 października 2019 została przewodniczącą Organizacji Pierwszych Dam Afryki na rzecz Rozwoju (OAFLAD).
Antoinette Sassou Nguesso i jej rodzina byli objęci kilkoma śledztwami finansowymi, prowadzonymi przez Stany Zjednoczone i Francję